# TVU Music Television
A TVU Music Television é uma emissora de televisão pertencente ao grupo de comunicação evangélico Spirit Communications, organização sem fins lucrativos, com sede em Westerville, Ohio, EUA.
A TVU Music Television opera via satélite para toda nação norte-americana, através do sistema de TV por assinatura Sky Angel, e em todo o mundo através da internet.
A emissora foi ao ar pela primeira vez em 2001, tendo como principal telespectador, o público jovem.
A programação possui uma mensagem de esperança e estímulo através de uma mistura eclética de música popular do gênero gospel. A música e programação passam mensagens anti-drogas e anti-violência, enquanto sustentam mensagens positivas quanto ao estilo de vida ao maior responsável pela sua audiência, o público em idade escolar.
O canal também trabalha com um serviço chamado HelpLine (Socorro OnLine), um setor da organização que oferece oração e serviços de apoio a quem necessita, como por exemplo, viciados em álcool e drogas. 
O grupo de comunicação Spirit Communications, não recebe nenhum tipo de ajuda governamental, e nem faz parte de nenhum grande grupo de comunicação tradicional dos EUA. Todas as suas despesas operacionais são cobertas por doações recebidas do público.
A TVU recebe o reconhecimento nacional por seu compromisso e excelência em publicações de negócio, tal como Radio & Records, Radio Ink, Multichannel News and Wireless Age.
A TVU Music Television, assim também como a RadioU, são licenciadas pela ASCAP, BMI, e SESAC, órgãos regulamentadores dos serviços de telecomunicações dos EUA, tipo a ANATEL do Brasil.